# Smutsig bomb
En smutsig bomb (engelska dirty bomb) är ett vapen som sprider radioaktiva ämnen och således utgör ett radiologiskt vapen. Dess sprängverkan är likvärdig med konventionella vapen, men den joniserande strålningen från de radioaktiva ämnena är farlig för människor och andra levande organismer.
Smutsiga bomber räknas vanligtvis inte som massförstörelsevapen eftersom deras förstörelsekraft och spridningen av radioaktivt material är liten. De är inga egentliga kärnvapen då ingen kärnreaktion sker och är mindre farliga än biologiska och kemiska stridsmedel. I dag finns inga länder som erkänt innehav. 